# Roxo (Fluss)
Der Roxo (portugiesisch Ribeira do Roxo) ist ein Fluss in der Region Alentejo Portugals, der durch die Distrikte Beja und Setúbal fließt. Er wird in seinem Oberlauf durch die Talsperre Roxo zu einem Stausee aufgestaut, fließt dann in westlicher Richtung und mündet ungefähr fünf Kilometer oberhalb der Kleinstadt Alvalade in den Sado.